# Камыш-Бурунская коса

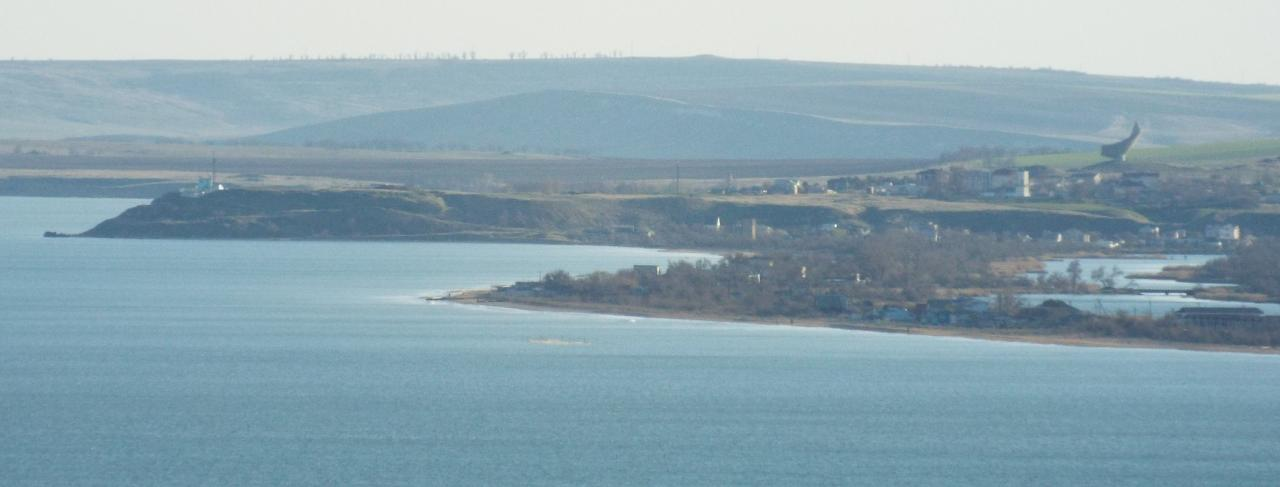
Камыш-Бурунская коса, вид с северо-востока

Камыш-Бурунская коса (в XIX веке Чурбашская коса, с 1948 Аршинцевская коса) расположена на юго-востоке Керченского полуострова на побережье Камыш-Бурунской бухты Керченского пролива.
Ширина 100—150 м, высота над уровнем моря до 2 м.
По её длине проходят улицы Нимфейская дорога и Аршинцевская коса посёлка Аршинцево.
Начиная с 1996 года здесь происходит прогрессирующий размыв береговой полосы, в результате которого сооружения и дома, находящиеся на её территории, разрушаются.
В январе 2007 из-за ветрового нагона морской воды в зоне подтопления оказались 25 общежитий ОАО «Аршинцевский рыбоперерабатывающий завод». Тогда пришлось эвакуировать 51 жителя, из них 8 детей.
Место используется любителями виндсёрфинга.